# Fredericksburg (Indiana)
Fredericksburg és una població dels Estats Units a l'estat d'Indiana. Segons el cens del 2000 tenia 92 habitants.

## Demografia
Segons el cens del 2000, Fredericksburg tenia 92 habitants, 41 habitatges, i 25 famílies. La densitat de població era de 35,5 habitants/km².
Dels 41 habitatges en un 29,3% hi vivien nens de menys de 18 anys, en un 43,9% hi vivien parelles casades, en un 12,2% dones solteres, i en un 36,6% no eren unitats familiars. En el 31,7% dels habitatges hi vivien persones soles el 9,8% de les quals corresponia a persones de 65 anys o més que vivien soles. El nombre mitjà de persones vivint en cada habitatge era de 2,24 i el nombre mitjà de persones que vivien en cada família era de 2,77.
Per edats la població es repartia de la següent manera: un 21,7% tenia menys de 18 anys, un 8,7% entre 18 i 24, un 34,8% entre 25 i 44, un 17,4% de 45 a 60 i un 17,4% 65 anys o més.
L'edat mediana era de 39 anys. Per cada 100 dones de 18 o més anys hi havia 100 homes.
La renda mediana per habitatge era de 21.250$ i la renda mediana per família de 31.563$. Els homes tenien una renda mediana de 25.000$ mentre que les dones 35.250$. La renda per capita de la població era de 10.626$. Entorn del 21,4% de les famílies i el 23,5% de la població estaven per davall del llindar de pobresa.

## Poblacions més properes
El següent diagrama mostra les poblacions més properes.